# Apollonide
Apollonide (I secolo a.C. – I secolo) è stato un poeta greco antico.

## Biografia
Si sa ben poco della figura di questo poeta: da indizi interni agli epigrammi possiamo, infatti, essere quasi sicuri del fatto che visse a cavallo del primo secolo a.C. e del primo d.C., forse identificabile con l'Apollonide di Nicea citato in Diogene Laerzio . 
L'epigramma XXIII, infatti, è fondamentale per definire la cronologia di Apollonide: esso narra un prodigio, cioè la miracolosa apparizione di un'aquila a Rodi durante il periodo in cui Tiberio soggiornò sull'isola (dal 6 a.C. al 2 d.C.). Dunque i dati a nostra disposizione ci inducono a ritenere Apollonide attivo tra l'ultimo decennio del I sec. a.C. e i primi anni del I sec. d.C.
Tuttavia altri studiosi ritengono falsa tale attribuzione e preferiscono crederlo originario, invece, di Smirne sulla base di alcuni scoli dell'Antologia Planudea.

## Epigrammi
Di Apollonide abbiamo 31 epigrammi all'interno dell'Antologia Palatinaː ventiquattro epigrammi sono attribuiti dai lemmi univocamente a lui, mentre 2 vengono dalla Planudea, due hanno una duplice attribuzione e uno parrebbe spurio. 
I suoi epigrammi, per lo più di tipo funerario ed epidittico, mostrano una profonda cultura letteraria e capacità di variare i topoi della poesia epigrammatica. La prima impressione che si ricava leggendo gli epigrammi di Apollonide è effettivamente quella di un poeta poco originale dal punto di vista dei temi svolti, ma abile nella creazione di neologismi (ben 14 su 168 versi  giunti) e di combinazioni di parole interessanti. Tra i poeti a cui si richiama con maggiore frequenza, sono da segnalare Omero (da cui riprende il dialetto ionico-eolico) e Leonida di Taranto.